# William Ladd
William Edwards Ladd (Milton, 8 settembre 1880 – 15 aprile 1967) è stato un medico statunitense, considerato il padre della chirurgia pediatrica. Cominciò la sua carriera di chirurgo pediatrico dopo la devastante esplosione di Halifax.

## Biografia
Nato a Milton, Massachusetts, da William Jones Ladd e Anna Russell Watson, si formò alla Hopkinson's School for Boys di Boston, laureandosi ad Harvard nel 1902 e alla Harvard Medical School nel 1906.

## L'esplosione di Halifax
L'esplosione di Halifax avvenne il 6 dicembre 1917 quando la nave francese Mont Blanc, che trasportava più di duemila tonnellate di esplosivi destinati ad uso bellico, si scontrò nel porto di Halifax con la nave mercantile belga Imo. Dall'incidente scaturì dapprima un incendio che coinvolse la Mont Blanc e alcune strutture del porto; poco dopo, però, l'intero carico della nave esplose in un sol colpo, producendo una potenza esplosiva stimata in circa 3 chilotoni, radendo al suolo qualsiasi struttura compresa nel raggio di 1,6 chilometri ed uccidendo circa 2000 persone. Si stimò che circa 9000 persone rimasero ferite.
Il giorno dopo, mentre una bufera di neve colpiva la città devastata, cominciarono ad arrivare aiuti e soccorsi, in particolare dalla città di Boston. Tra i numerosi soccorritori che intervennero per curare i feriti e per permettere ai sopravvissuti di avere alloggi sicuri, pasti caldi ed assistenza medico-chirurgica, vi era anche William Ladd, che curò numerose persone ferite, tra cui centinaia di bambini ustionati e feriti a causa dell'esplosione.

## Ladd e la chirurgia pediatrica
In seguito ai drammatici eventi del dicembre 1917, Ladd, tornato a Boston, si dedicò esclusivamente alla cura chirurgica dei neonati e dei bambini. Con un intenso e attento lavoro di ricerca , sviluppò precisi metodi di cura per ciascun caso chirurgico, redigendo accurati rapporti ed includendo in essi sintomatologia, procedura chirurgica e follow-up post-operatorio.
Nel 1941 divenne Surgeon-in-Chief al Boston Children's Hospital, avviando nel frattempo il primo corso di specializzazione in Chirurgia pediatrica.
Per il suo lavoro e per il suo impegno e dedizione alla cura è considerato il padre della chirurgia pediatrica, tanto che alcune procedure chirurgiche in campo pediatrico portano il suo nome.